# Mayers (Eggenthal)
Mayers gehört zur Siedlungsgruppe Holzstetten und ist ein Ortsteil der oberschwäbischen Gemeinde Eggenthal im Landkreis Ostallgäu in Bayern.

## Lage
Der Weiler liegt westlich von Eggenthal.

## Geschichte
Der kleine Weiler erschien erstmals 1505 in Urkunden als zur Herrschaft von Stein gehörend. Nach deren Teilung gelangte er mit den umliegenden Orten 1749 an das Kloster Kempten unter Fürstabt Engelbert von Syrgenstein.
In alter Literatur erscheint der Ort unter dem Namen Maiers.
Bis zum 1. Mai 1978 gehörte Mayers zur bis dahin selbstständigen Gemeinde Bayersried im Landkreis Marktoberdorf. Bayersried wurde dann im Zuge der Gebietsreform nach Eggenthal eingemeindet.